# 황염 (바둑 기사)
황염 또는 황옌(黃焰, 1965년 7월 20일 ~ )은 중화인민공화국 출신의 대한민국의 바둑 기사이다.

## 약력
중국 산시성 타이위안에서 중국인 아버지와 조선족 어머니 사이에서 태어났다. 1974년 중국 집체위(集體委)를 통해 바둑에 입문하였고, 1986년 중국기원에서 5단에 올랐다. 1989년 제1회 중국 여류명인전에서 우승을 차지했고, 1994년 대한민국 국적을 취득했고 한국기원에서 2단을 인정받아 소속기사가 되었다. 제1회 보해컵 본선에 진출했고, 1995년 제2회 보해배 본선에 올랐고, 1998년 제5회 여류국수전과 보해배에서 준우승을 차지했다. 2004년 제1기 전자랜드배 왕중왕전 백호부 16강에 진출했고 4단으로 승단했다.